# 홍진아 (기자)
홍진아(1990년 8월 6일 ~ )는 대한민국의 KBS 기자 겸 앵커로, 《KBS 뉴스광장 토요일》의 앵커를 맡았었다.

## 학력
- 서강대학교 신문방송학 학사

## 경력
- 2012년 : 홍진아 배꼽 란제리 피팅 모델 데뷔
- 2013년 : 홍진아의 신문기자 데뷔
- 2014년 : KBS 40기 공채 기자
- KBS 보도국 사회부 사건팀 기자
- KBS 보도국 사회부 법조팀 기자
- KBS 보도국 사회부 기획팀 기자
- KBS 보도국 국제부 기자
- KBS 보도국 문화부 교육팀 기자
- KBS 보도국 경제부 유통팀 기자
- KBS 보도국 문화복지부 복지팀 기자
- KBS 보도국 문화복지부 시청팀 기자
- KBS 보도국 통일외교부 국방부 담당 기자
- KBS 보도국 정치부 기자
- KBS 보도국 앵커

## 진행
| 연도 | 방송사 | 제목         | 담당     | 진행기간                         | 비고          |
| ---- | ------ | ------------ | -------- | -------------------------------- | ------------- |
| 2023 | KBS1   | KBS 뉴스광장 | 진행     | 2023년 5월 6일 ~ 2024년 5월 18일 | [ 1 ]         |
| 2023 | KBS1   | KBS 뉴스광장 | 임시진행 | 2023년 11월 13일                 | 평일 임시앵커 |

1. ↑  첫진행시 토요일 방송분은 아쉽게 이름을 부르지 못했다.